# Liste der Monuments historiques in Vouhé (Charente-Maritime)
Die Liste der Monuments historiques in Vouhé (Charente-Maritime) führt die Monuments historiques in der französischen Gemeinde Vouhé auf.

## Liste der Bauwerke
| Bezeichnung                       | Beschreibung              | Standort | Kennzeichnung | Schutzstatus | Datum | Bild           |
| --------------------------------- | ------------------------- | -------- | ------------- | ------------ | ----- | -------------- |
| Kirche Notre-Dame-de-l’Assomption | Erbaut im 12. Jahrhundert | (Lage)   | PA00105303    | Inscrit      | 1928  | weitere Bilder |

## Liste der Objekte
| Bezeichnung | Beschreibung              | Standort                                                      | Kennzeichnung | Schutzstatus | Datum | Bild |
| ----------- | ------------------------- | ------------------------------------------------------------- | ------------- | ------------ | ----- | ---- |
| Tabernakel  | Holz, 17./18. Jahrhundert | in der Sakristei der Kirche Notre-Dame-de-l’Assomption (Lage) | PM17001439    | Inscrit      | 1984  |      |
| Altarplatte | Stein, 1664               | in der Kirche Notre-Dame-de-l’Assomption (Lage)               | PM17000562    | Classé       | 1908  |      |
| Glocke      | Bronze, 1778 gegossen     | in der Kirche Notre-Dame-de-l’Assomption (Lage)               | PM17000563    | Classé       | 1908  |      |